# Burgenregion Ostallgäu-Außerfern
Die Burgenregion Ostallgäu-Außerfern umfasst zahlreiche Burgställe, Burgen, Schlösser, Stadtbefestigungen und Festungsanlagen im südlichen Allgäu und dem Tiroler Außerfern. Das grenzüberschreitende Planungskonzept soll den Burgenreichtum der Region wissenschaftlich aufbereiten, aber auch für touristische Zwecke auswerten.

## Die Burgenregion

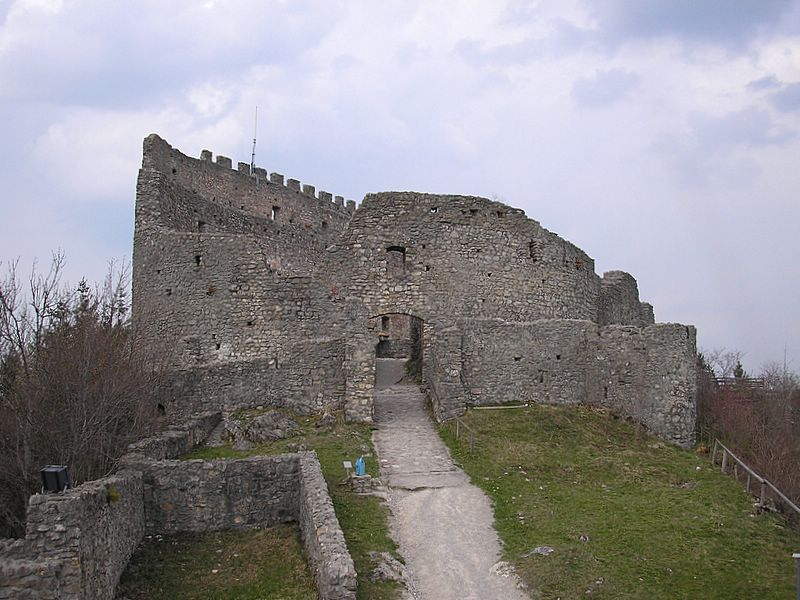
Burg Eisenberg bei Pfronten

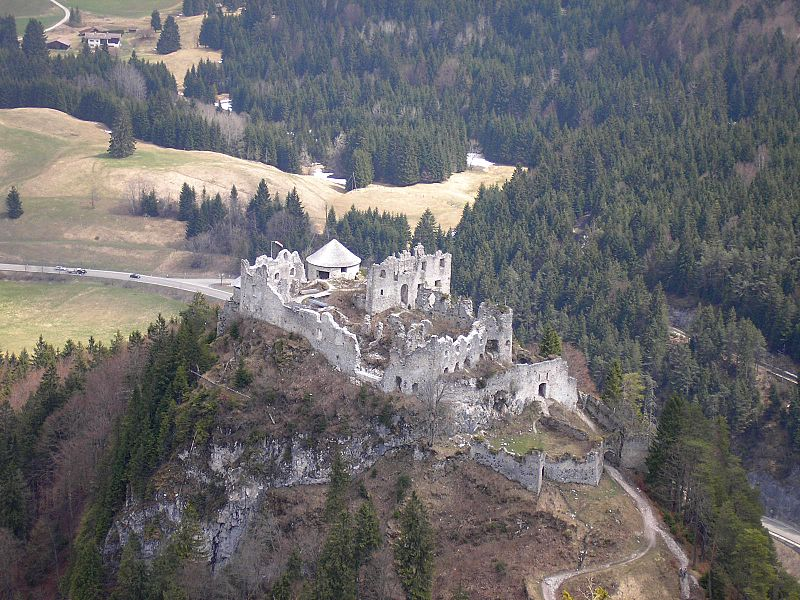
Burg Ehrenberg über Reutte

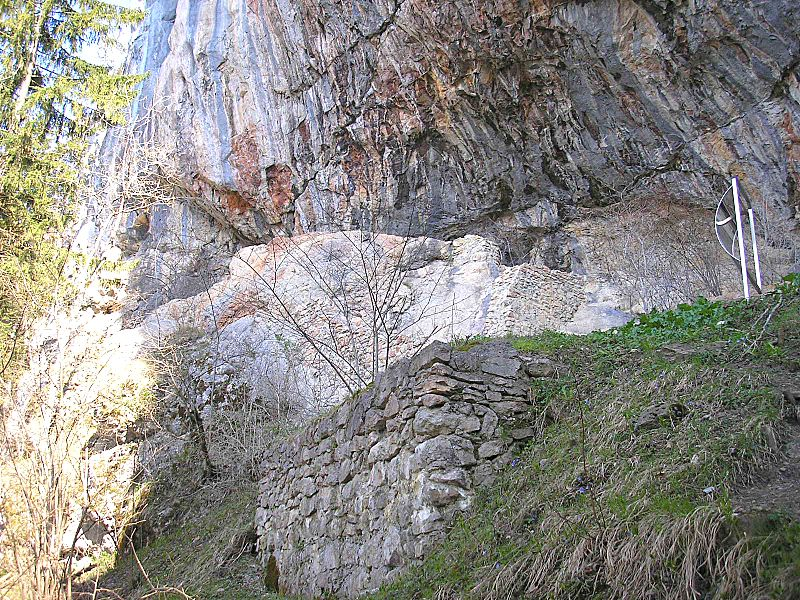
Höhlenburg Loch bei Pinswang

Das Gebiet um Füssen und Reutte gehörte im Hochmittelalter größtenteils zum staufischen Machtbereich. Nach dem Tod des letzten Staufers Konradin erhoben sowohl die Herzöge von Bayern als auch die Grafen von Tirol Ansprüche auf das Erbe. Neben diesen beiden „Großmächten“ waren auch die Bischöfe von Augsburg, das Stift Kempten, die edelfreien Herren von Hohenegg und die Grafen von Montfort in dieser Region begütert. Die Grafen von Tirol vergrößerten schließlich ihr Territorium auf Kosten der Hohenegger nach Norden.
Diese komplizierten Herrschaftsverhältnisse hatten die Anlage zahlreicher Wehranlagen und Adelssitze zur Folge. Aus diesem Grunde kann man hier heute die Entwicklung des Befestigungswesens von der Turmhügelburg bis zur barocken Festungsanlage nahezu lückenlos nachvollziehen. Die Romantik des 19. Jahrhunderts fügte diesem Bestand noch die „Märchenschlösser“ Neuschwanstein und Hohenschwangau hinzu.
Maßgeblichen Anteil an der Konzeption der grenzüberschreitenden Burgenregion hat das „Büro für Burgenforschung“ des Mittelalterarchäologen Joachim Zeune. Zeune konnte hier auf seine Erfahrungen bei der Anlage des Burgenkundlichen Lehrpfades Haßberge zurückgreifen. In den letzten Jahren des 20. Jahrhunderts begannen aufwändige Sanierungsmaßnahmen an den Burgen Hohenfreyberg, Hopfen und Ehrenberg. Einige dieser Maßnahmen sind jedoch nicht unumstritten. Besonders der Kahlschlag auf dem Schlosskopf, einer großen Barockfestung über der Burg Ehrenberg, wird von Naturfreunden kritisiert. Allerdings war die Entwaldung der beinahe völlig vergessenen Anlage eine wesentliche Voraussetzung für die Sanierung, die im Sommer 2008 mit dem Ausbau zur „Schaufestung“ beendet wurde. In der Klause unter der Burg und der Festung wird gleichzeitig das Europäische Burgenmuseum eingerichtet. Auf dem Gelände der Klause wird seit 2004 jährlich im Juli die „Ehrenberger Zeitreise“ veranstaltet, die als eines der größten historischen Festivals Europas gilt und die Burgenregion weithin bekannt gemacht hat.
Die Burgen und Schlösser wurden mit Infotafeln ausgestattet und in einer Broschüre zusammengefasst. Einige der Burgen werden nachts beleuchtet, auf dem Schlosskopf bei Reutte wurde ein kleiner Aussichtsturm errichtet.

## Die Burgen und Schlösser

Burg Hohenfreyberg

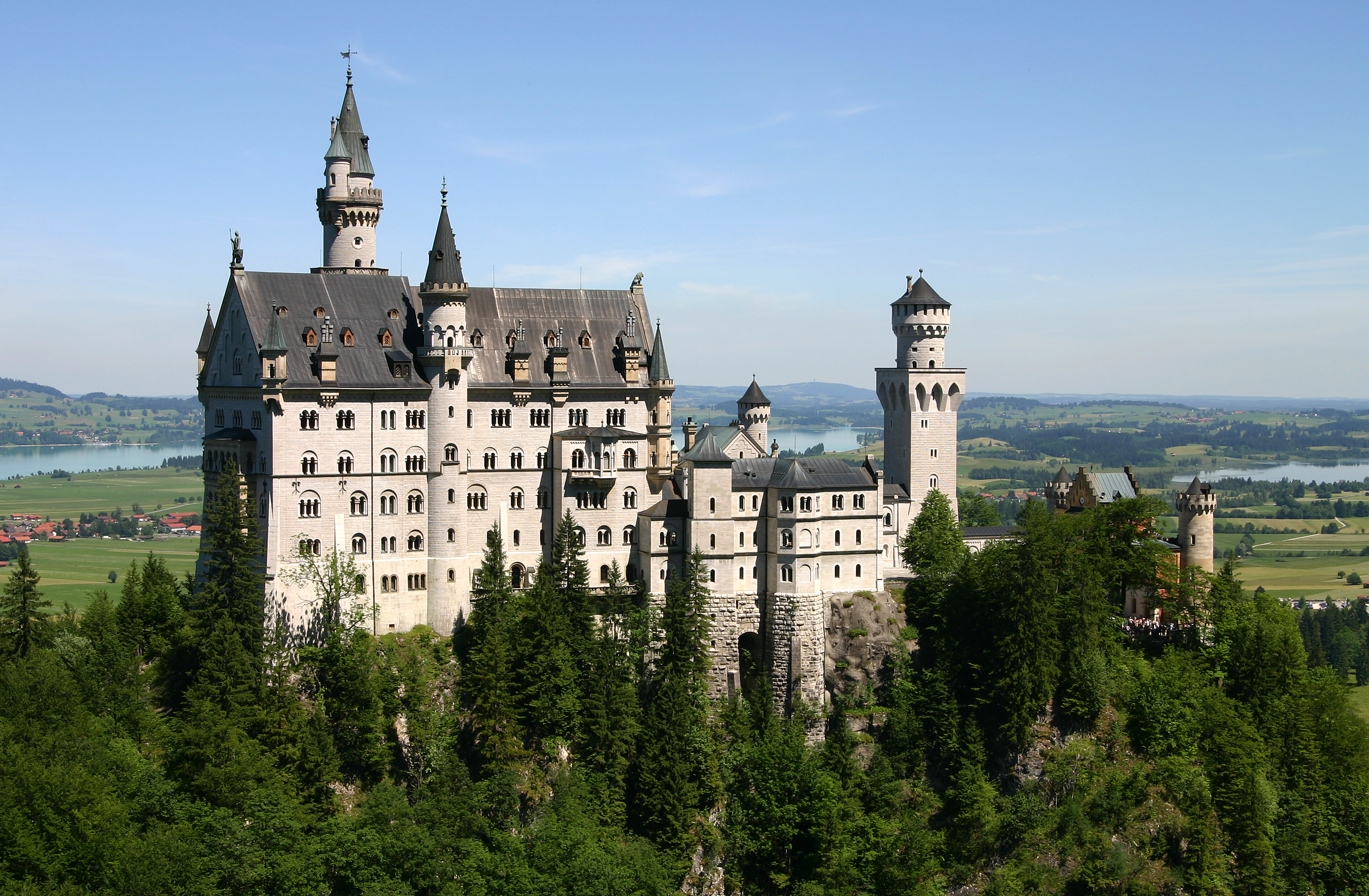
Schloss Neuschwanstein

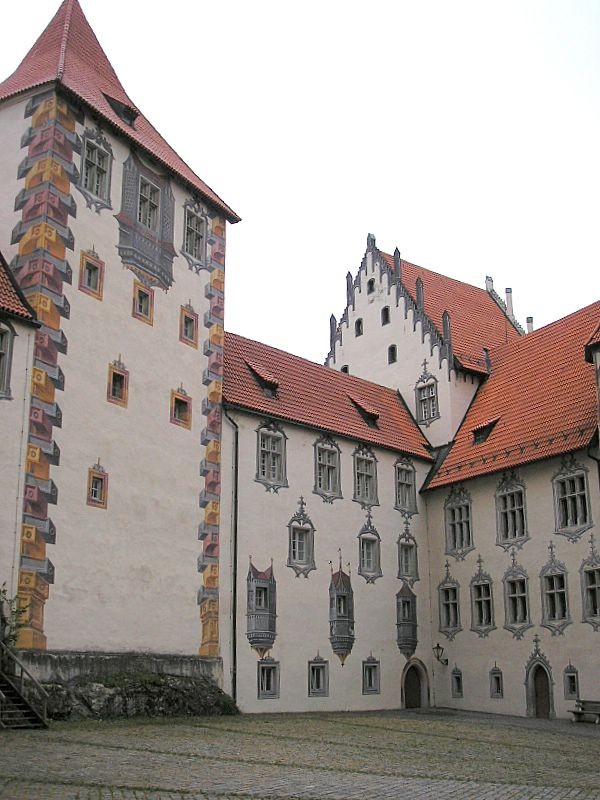
Hohes Schloss Füssen

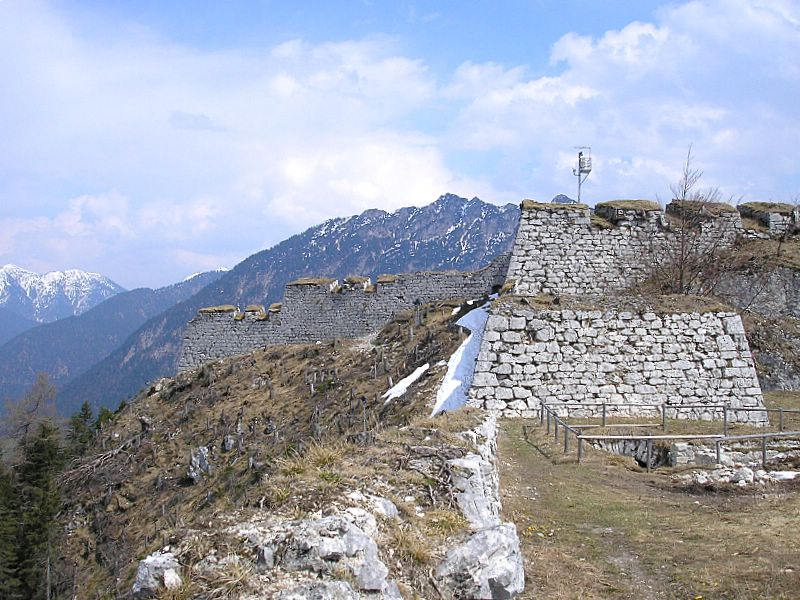
Festung Schlosskopf über Reutte

- Der Typus der Turmhügelburg (Motte) wird durch den Burgstall Burk bei Seeg repräsentiert, auf dessen Gipfelplateau allerdings seit einigen Jahrzehnten ein Ferienhaus thront.

- Als älteste Steinburg des Allgäus gilt die Burg Hopfen, deren Fundamente nach dem Jahr 2000 vom Schutt befreit und grundlegend saniert wurden.

- Über Unterpinswang in Tirol liegt die kleine Höhlenburg Loch, auch hier wurden die wenigen Mauerreste sachgerecht konserviert.

- Eine der wenigen hochmittelalterlichen Mantelmauerburgen ist die große Burgruine Eisenberg bei Pfronten, die bereits in den achtziger Jahren des 20. Jahrhunderts durch die Gemeinde und den Burgverein saniert wurde.

- Nur fünf Gehminuten entfernt liegt die Nachbarburg Hohenfreyberg auf dem Höhenzug, einer der letzten großen Burgneubauten des deutschen Mittelalters. Die international beachtete Mustersanierung der spätmittelalterlichen Gipfelburg ist bereits weit fortgeschritten.

- Das spätgotische Schloss in Hopferau wurde um 1840 neugotisch umgebaut und dient seit 2005 als Hotel und Gastronomiebetrieb.

- Gegenüber wacht die Ruine Falkenstein über die Staatsgrenze. An Stelle des „Festen Hauses“ der ursprünglichen Burg sollte eigentlich nach dem Willen des „Märchenkönigs“ Ludwig II. ein romantisches Schloss im Stile Neuschwansteins entstehen. Das Projekt wurde allerdings durch den Tod des Monarchen vereitelt.

- Über dem Tiroler Städtchen Vils hat sich mit dem Bergfried der Burg Vilsegg eines der bedeutendsten Beispiele staufischer Baukunst in Tirol erhalten. Nach 2000 wurden die Fundamente der übrigen Bebauung freigelegt und saniert.

- Die Grenzstadt Füssen bewahrte neben dem gotischen „Hohen Schloss“ der Bischöfe von Augsburg umfangreiche Reste seiner Stadtbefestigung. Das Schloss beherbergt heute eine Filialgalerie der Bayerischen Staatsgemäldesammlungen.

- Über Nesselwang liegt die Ruine der Nesselburg (Privatbesitz). Dem rechteckigen Palas der kleinen Veste ist eine kurze Schildmauer vorgelegt.

- Der Markt Reutte wird von einem der bedeutendsten Festungsensembles Mitteleuropas überragt. Um die Burg Ehrenberg und die Klause gruppieren sich das Fort Claudia (Hochschanz) und die Festung Schlosskopf. Die Anlagen bilden zusammen die Burgenwelten Ehrenberg. Der Schlosskopf wurde zur „Schaufestung“ ausgebaut. Zahlreiche Informationstafeln bieten Informationen zur Geschichte der Festung und zum barocken Festungsbau. Im Rahmen einer Führung können Besucher einen hölzernen Lastkran bedienen.

- Den Fernpass überwacht die Burg Fernstein mit der zugehörigen Klause als Talsperre. In der Nähe liegt die Schlossruine Sigmundsburg auf einer Insel im Fernsteinsee.

- Weltbekannt sind die beiden „Märchenschlösser“ Ludwigs II. Neuschwanstein und Hohenschwangau unter dem Dreiländereck am Säuling, dem Grenzberg zwischen Oberbayern, Schwaben und Tirol.

## Burgenregion Allgäu
Ab 2005/05 begann Joachim Zeune in Zusammenarbeit mit dem Designer Andreas Koop mit der noch dichteren Erschließung der Burganlagen und Stadtbefestigungen im bayerischen Allgäu. Im Rahmen eines „LEADER+“-Projektes der Europäischen Union wurde das Konzept der „Burgenregion Allgäu“ erarbeitet. Insgesamt konnten 38 Objekte in die Konzeption einbezogen werden. Allerdings umfasst die „Burgenregion Allgäu“ insgesamt etwa 300 Burgstellen, von denen 60 Anlagen als Burgschlösser oder Ruinen erhalten blieben. Auch einige der bedeutendsten Burgen im Allgäu konnten vornehmlich aus besitzrechtlichen Gründen nicht in das Planungskonzept aufgenommen werden. So fehlen u. a. die Ruine der Burg Rettenberg, die hochmittelalterliche Motte in Dietmannsried und auch die Burgruine über Helmishofen im Katalog der erweiterten Burgenregion.